# András yorki herceg
András yorki herceg, teljes nevén András Albert Krisztián Eduárd, (angolul: Andrew Albert Christian Edward) York hercege, Inverness grófja és Killyleagh bárója (London, 1960. február 19. –) II. Erzsébet brit királynő és Fülöp edinburgh-i herceg harmadik gyermeke és második fia. András herceg születésekor bátyja, Károly után a második volt a trónöröklési sorrendben. Károly herceg és Diána hercegné két fia, Vilmos és Henrik, valamint Vilmos herceg három és Henrik herceg két gyermeke után jelenleg az Egyesült Királyság trónöröklési rendjében a 8. helyet foglalja el.
András a Brit Királyi Haditengerészet tényleges fregattkapitánya (commander – az alezredessel ekvivalens haditengerészeti rendfokozat), tiszteletbeli ellentengernagy, aki korábban hivatásos helikopterpilótaként, majd később pilótaoktatóként szolgált. A Falkland-szigeteki háború alatt frontvonalbeli szolgálatot is teljesített, többek között földfelszíni célpontok elleni támadásokat, illetve sebesültmentési bevetéseket hajtott végre. András herceg és unokaöccse, Henrik a brit királyi családban jelenlegi tagjai közül egyedül vettek részt éles bevetésben.
1986-ban feleségül vette Sarah Fergusont, akitől két gyermeke született. A házasságuk azonban megromlott, a többszöri különköltözést, kibékülést és végül a válást a brit média élénk figyelemmel kísérte.
András herceg kiskorú elleni szexuális zaklatási botrányba keveredett, aminek következtében a jogerős bírói ítéletig 2022-ben lemondott minden királyi és katonai rangjáról, többé nem lát el közfeladatot. András herceg és áldozata, Virginia Giuffre 2022 februárjában peren kívül megegyeztek.

## Fiatalkora és tanulmányai
András herceg a Buckingham-palota "Belga-lakosztály"-ában született 1960. február 19-én, II. Erzsébet brit királynő és Fülöp edinburgh-i herceg harmadik gyermekeként és második fiaként. 1960. április 8-án keresztelték meg a palota Zenetermében, nevét apai nagyapja, András görög és dán herceg után kapta.
András volt II. Erzsébet első gyermeke, aki anyja koronázása után született.
Idősebb testvéreihez hasonlóan, őt is nevelőnőre bízták és magántanulóként végezte el az alsóbb tagozatokat. Ezután a Heatherdown Preparatory School előkészítő iskola tanulója volt, majd 1973-tól az észak-skóciai Gordonstoun hallgatója volt (ahova apja és bátyja is jártak). A főiskola alatt András herceg hat hónapot - 1977. január és június között - cserediákként a kanadai Lakefield College School-ban töltött. Angol nyelvből, történelemből, közgazdaságtanból és politikatudományokból vizsgázott, majd egyetem helyett beiratkozott a Britannia Royal Naval College tengerészeti kollégiumba.

## Katonai pályafutása

### Királyi Haditengerészet
1978. novemberben jelentették be, hogy András herceg be fog lépni a Brit Királyi Haditengerészetbe a rákövetkező évben, decemberben különféle vizsgálatokon vett részt a RAF Biggin Hill légitámaszpont orvosi központjában, majd további vizsgálatokat végeztek az HMS Daedalus fedélzetén, illetve személyesen jelent meg a brit admiralitás előtt, a HMS Sultan fedélzetében. 1979 március-április között a herceg a Királyi Tengerészeti Repülőakadémia (Royal Naval College Flight) hallgatója volt, elméleti kiképzése után helikopterpilóta kiképzést kapott, majd 1979. május 11-én 12 éves szerződés írt alá a haditengerészettel. Szeptember elsején megkapta első kinevezését és beiratkozott a Britannia Királyi Tengerészeti Kollégiumba. Az 1980-as években sikeresen elvégezte a Királyi Tengerészgyalogság Green Beret kommandós kiképzését.
A dartmouth-i kollégium elvégzése után a herceg repülőkiképzése a Királyi Légierő RAF Leeming légibázisán kezdődött, majd a HMS Seahawk fedélzetén folytatódott, ahol képesítést szerzett a francia gyártmányú Gazelle helikopterekre. A pilótavizsga letétele és a repülősszárnyak megszerzése után Sea King helikopterekkel kezdett repülni, kiképzése 1982-ig folytatódott, amikor beosztották a 820. tengerészeti repülőszázadba, amely az HMS Invincible anyahajó fedélzetén állomásozott.

### Falkland-szigetek
Az Atlanti-óceán déli részén található Falkland-szigeteket mind az Egyesült Királyság, mind a közeli Argentína magának követelte. 1982. április 2-án argentin egységek szálltak partra és elfoglalták a szigeteket, ami kirobbantotta a Falkland-szigeteki háborút. Az Invincible repülőgép-hordozó volt a Király Haditengerészet rendelkezésére álló két repülőgép-hordozó közül az egyik, és jelentős szerepet játszott speciális harccsoportjában, amelyet a szigetek visszafoglalásával bíztak meg. Azonban András herceg jelenléte és az a veszély, hogy az uralkodó egyik fia a harcok közben megsebesülhet vagy meghalhat, óvatosságra intette a brit kormányt, amely azt javasolta, hogy a harcok idejére András herceget helyezzék át egy másik, szárazföldi egységhez. Azonban II. Erzsébet személyesen ragaszkodott ahhoz, hogy Andrásnak megengedjék, hogy az Invincible fedélzetén maradjon és a Sea King helikopter másodpilótájaként szolgáljon. A háború során számos bevetésen vett részt, többek között tengeralattjáró-elhárító, felszíni támadó, az Exocet rakéták elleni védekező, sebesültmentő, szállító és kutató-mentő bevetéseken vett részt.
A háború befejezése után az Invincible visszatért Portsmouth kikötőjébe, ahol a királyné és Fülöp herceg, a többi családtaggal együtt, várták a visszatérő tengerészeket. András herceg minden évben koszorút helyez el a londoni Cenotaph díszsíremléken a háborúban elesett bajtársai emlékére.
Bár rövid ideig az HMS Illustrious, RNAS Culdrose fedélzetén és az Összhaderőnemi Hírszerző Iskola oktatójaként teljesített szolgálatot, András herceg lényegében 1983-ig az Invincible fedélzetén szolgált.

### A háború után
1983 végén András herceget áthelyezték a RNAS Portlandra, ahol képesítést szerzett a Lynx helikopterekre, és repülőhadnaggyá léptették elő 1984. február 1-jén. A királynő ekkor személyes szárnysegédjének nevezte ki. András herceg ezután a HMS Brazen pilótájaként szolgált 1986-ig, mialatt részt vett egy földközi-tengeri bevetésben és elvégezte a Greenwich-i Törzstiszti Tanfolyamot. 1986. október 23-án tartalékos állományba helyezték és négy hónapos helikopterpilóta-oktatói tanfolyamra ment a RNAS Yeovilton légibázisra. 1987. február és 1988. április között 702. haditengerészeti repülőszázad, RNAS Portland, helikopter-harcászati oktatójaként szolgált, majd az HMS Edinburgh szolgálatvezető tisztje volt, illetve helyettes navigációs tiszt 1989-ig.
1989 és 1991 között András herceg, most már York hercege, egy Lynx HAS3 típusú helikopter pilótájaként az HMS Campbeltown tisztje volt, és a NATO 1. Állandó Haditengerészeti Csoport (Standing NRF Maritime Group) repülésirányítója volt, amíg a Campbeltown volt az Atlanti-óceán északi részén hajózó NATO erők zászlóshajója (1990 és 1991 között). 1991. július 16-án letette a repülőraj-parancsnoki vizsgát, majd a Camberley Törzstiszti Kollégium hallgatója volt, amit a következő évben fejezett be és előléptették rajparancsnokká. 1992. március 12-én elvégezte a hajóparancsnoki tanfolyamot és 1993-1994 között András herceg a Hunt-osztályú HMS Cottesmore aknamentesítő hajó parancsnoka volt.
1995-1996 között András herceg a 815. haditengerészeti repülőszázad - abban az időben a Haditengerészeti Repülőerők legnagyobb egysége - rangidős pilótája volt. Feladata a repülési feladatok végrehajtásának felügyelete, az egység harckészségének biztosítása volt. 1999. április 27-én parancsnokká léptették elő, haditengerészeti karrierjének utolsó állomásaként a Brit Védelmi Minisztériumban szolgált 2001-ig, mint a Haditengerészeti Vezérkar Diplomáciai Igazgatóságának törzstisztje. 2001 júliusában András herceg leszerelt, majd három évvel később tiszteletbeli kapitánnyá, léptették elő. 2010-ben 50. születésnapja alkalmából tiszteletbeli ellentengernaggyá léptették elő. 2015-ben tiszteletbeli altengernaggyá léptették elő.

## Házassága és válása
András herceg 1986. július 23-án vette feleségül Sarah Fergusont a Westminsteri apátságban. Ugyanezen a napon II. Erzsébet királynő a York hercege, Inverness grófja és Killyleagh bárója címeket adományozta - korábban ezeket anyai dédapja és nagyapja birtokolta. András herceg gyerekkora óta ismerte Miss Fergusont és rendszeresen találkoztak lovaspóló mérkőzéseken. Hivatalosan az 1985-ös Royal Ascot lóversenyen jöttek össze.
Az 1980-as években a házasság boldognak tűnt és két lányuk született. Azonban András katonai karrierjéből adódó gyakori távollétei, illetve a brit pletykalapok időnként kíméletlen figyelme (egy időben Sarah-t a "Duchess of Pork" jelzővel illették dundisága miatt) miatt a házasság megromlott. 1992. március 19-én jelentették be, hogy különköltöznek. A házasságot hivatalosan 1996. május 30-án bontották fel, de kapcsolatuk baráti maradt. András herceg egyszer azt nyilatkozta: "Úgy tudunk együtt működni gyerekeink nevelésében, ahogyan az csak keveseknek sikerül és én rendkívül hálás vagyok, hogy ezt meg tudjuk tenni" Kapcsolatukról 1992-ben film is készült, Fergie és Andrew - Botrány az udvarban címmel.
Két gyermekük felügyeletét közösen látják el, és Sarah hercegné egészen 2004-ig lakott András hivatalos lakhelyén, a Sunninghill Park-ban. 2007-ben Sarah hercegné megvette a Dolphin House házat, közvetlenül András akkori lakhelye mellett. A Dolphin House-ban 2008-ban tűz ütött ki, és a helyreállítási munkálatok alatt Sarah ismét András rezidenciáján lakott.

## Nyilvános és hivatalos szereplései

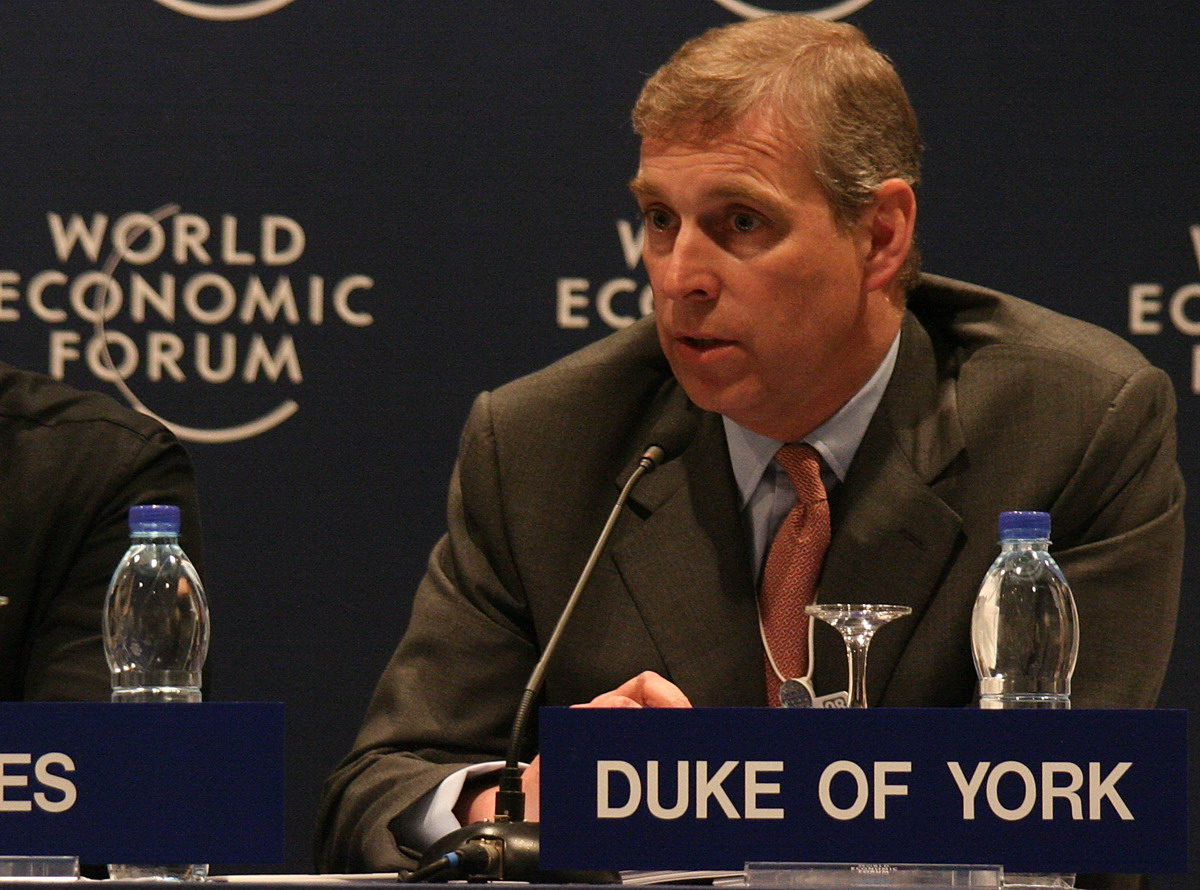
A yorki herceg az Egyesült Királyság különmegbízottjaként a 2008-as közel-keleti World Economic Forum-on.

Jelenleg[mikor?] a yorki herceg az Egyesült Királyság Nemzetközi Kereskedelemért és befektetésekért felelős különmegbízottja. Szerepét és alkalmasságát 2011-ben a brit parlamentben a munkáspárti Chris Bryant megkérdőjelezte, mivel állítása szerint a herceg a líbiai diktátor, Moammer Kadhafi egyik fiának és egy líbiai fegyvercsempész, Tarek Kaituni közeli barátja.
András herceg emellett a brit cserkészek szövetségének elnöke.
Rendszeres látogatásokat tesz Kanadába, hogy eleget tegyen tiszteletbeli kinevezéseivel járó kötelezettségeinek és állítólag igen jó ismeretekkel rendelkezik a kanadai haderő helyzetéről.
András herceg a védnöke a "Közel-Kelet Egyesületnek" (The Middle East Association), amely a közel-keleti országokkal, Észak-Afrikával, Törökországgal és Iránnal való kereskedelmet és diplomáciai kapcsolatokat képviseli az Egyesült Királyságban. Védnöke a Fight for Sight (U.K.) alapítványnak, amely a vakság és különféle szembetegségek megelőzésére és gyógyítására irányuló kutatásokat támogat.
András herceg nyilvános szerepléseivel járó költségei fedezésére évente 249 000 font járadékot kapott a királynőtől. A Sunday Times azonban 2008-ban azt állította, hogy András herceg 2007-ben összesen 436 000 fontot kapott a koronától költségtérítés címén.
2011 márciusában a The Daily Telegraph közölte:
Az elmúlt évben a herceg 620 000 fontot költött, mint kereskedelmi megbízott, ebből 154 000 fontot hotelekre és étkezésekre, 465 000 fontot utazásra.

## Magánélete
Szabadidejében a herceg szenvedélyes golfjátékos 2003 - 2004 között a Royal and Ancient Golf Club of St. Andrews golfklub kapitánya volt, számos golfklub védnöke, még többnek tiszteletbeli tagja. 
A herceget többször kritizálták, hogy a királynő személyes használatára fenntartott repülőjárműveket (Queen's Flight) vett igénybe, amikor golfrendezvényekre utazott.
Kereskedelmi különmegbízottként tett látogatásai során szoros kapcsolatokat épített ki Kazahsztánban, ahová magánemberként is rendszeresen tesz látogatást, ilyenkor szívesen megy vadlibavadászatra Nurszultan Abisuli Nazarbajev elnökkel.
A Norwich City labdarúgócsapat szurkolója.
Közeli barátságot ápolt Jeffrey Epstein amerikai milliomossal, akit pedofília és egyéb szexuális jellegű bűncselekmények miatt elítéltek. Epstein egyik áldozata András herceget is megvádolta azzal, hogy szexuális kapcsolatra kényszerítette őt, amikor még kiskorú volt. András herceg ellen polgári peres eljárás indult.

## Címei, szólítása, rangjai

### Címei
- 1960. február 19. - 1986. július 23.: Ő királyi felsége András herceg
- 1986. július 23. - 2022. január 13. : Ő királyi felsége a yorki herceg[19]
- 2022. január 13. -: York hercege[1]

### Megszólítása
A herceg hivatalos megszólítása[mikor?] András Albert Krisztián Eduárd, York hercege, Inverness grófja, Killyleagh bárója (Miután büntető ügye miatt megfosztották minden királyi titulusától, nem használhatja az “ő királyi fensége” vagyis a “His Royal Highness” titulust és semmiféle katonai vagy lovagi címet)

#### Rendfokozatai
- 1981–1984: Fregatthadnagy, pilóta, 820 NAS (haditengerészeti repülőszázad) a HMS Invincible fedélzetén
- 1984–1993: Sorhajóhadnagy, pilóta, 815 NAS a HMS Brazen fedélzetén; helikopterpilóta-kiképző, 702 NAS a RNAS Culdrose légibázison, repülésirányító, 829 NAS a HMS Campbeltown fedélzetén
- 1993–1999: Korvettkapitány, HMS Cottesmore, rangidős pilóta, 815 NAS a RNAS Portland légibázison, haditengerészeti hadműveleti igazgató, Védelmi Minisztérium
- 1999–2005: Fregattkapitány, Haditengerészeti Törzs Diplomáciai Osztály
- 2005–2010: Tiszteletbeli sorhajókapitány
- 2010–2022: Tiszteletbeli ellentengernagy
- 2022-: Megfosztották minden katonai rangjától[1]

### Kitüntetései
2022. január 13-án minden királyi és katonai címétől megfosztották. A felsorolásban a korábbi kitüntetései találhatók
Kinevezései
- 1979. december 19. - 2003. június 2.: A Királyi Viktória Rend parancsnoka (CVO)
  - 2003. június 2. - 2011. február 21.: A Királyi Viktória Rend lovag-parancsnoka (KCVO)[20]
  - 2011. február 21. - 2022. január 13.: A Királyi Viktória Rend nagykeresztes lovagja (GCVO)[21]
  - 2022. január 22. -: Minden címétől és rangjától megfosztva[1]
- 2006. április 23. - 2022. január 13.: A Térdszalagrend királyi lovagja (KG)

Kitüntetés
- Kanadai Fegyveres Erők Kitüntetés (CD)

Emlékérmek
- 1977. február 6.: II. Erzsébet királynő Ezüstjubileumi Medál
- 1982: Dél-Atlanti Medál, rozettával
- 1990: Új-Zéland Emlékérem
- 2002. február 6.: II. Erzsébet királynő Aranyjubileumi Medál
- 2005: Saskatchewan megalapításának 100. évfordulójára kiadott medál[22]

Külföldi kinevezések
- 1988: A Szent Olaf Királyi Rend nagykeresztje
- 2010: Föderációs Rend[23]

#### Tiszteletbeli katonai kinevezései
- 1984. február 1 - 2022. január 13.: A Királynő Személyes Szárnysegédje (AdC(P))

 Kanada
- A Queen's York Rangers (1st American Regiment) ezred tiszteletbeli parancsnoka
- A Royal Highland Fusiliers of Canada ezred tiszteletbeli parancsnoka
- A Princess Louise Fusiliers ezred tiszteletbeli parancsnoka
- A Kanadai Légiszállítsú Ezred tiszteletbeli parancsnoka (az egység már megszűnt)

 Új-Zéland
- A Királyi Új-Zélandi Logisztikai Ezred tiszteletbeli parancsnoka

 Egyesült Királyság
- A 9th/12th Royal Lancers (Prince of Wales's) ezred tiszteletbeli parancsnoka
- A Royal Irish Regiment tiszteletbeli parancsnoka
- A Kézifegyver Kiképző Hadtest tiszteletbeli parancsnoka
- A Yorkshire Regiment (14th/15th, 19th and 33rd/76th Foot) tiszteletbeli parancsnoka
- A Royal Highland Fusiliers (Royal Regiment of Scotland, 2. zászlóalj) tiszteletbeli parancsnoka
- A RAF Lossiemouth légitámaszpont tiszteletbeli parancsnoka
- A Haditengerészeti Repülőerők főparancsnoka
- A Sea Cadet Corps admirálisa